# Изменчивая квакша
Изменчивая квакша (лат. Dryophytes versicolor) — вид бесхвостых земноводных из семейства квакш. В 2016 году вид был перенесён из рода Hyla в род Dryophytes.

## Описание
Общая длина достигает 5—5,1 см. Наблюдается половой диморфизм — самки крупнее самцов. По своему строению в значительной степени похожа на серую квакшу. Отличается от неё более долгими и мощными звуками, а также дополнительным набором хромосом. Кожа морщинистая. Окраска варьирует от серовато-бежевого до зелёного цвета. По спине проходит рисунок из тёмных полос, окаймляющих большие, неправильной формы пятна, которые лишь немного темнее общего тона окраски. По бокам тела часто располагаются вытянутые тёмные пятна. Брюхо почти белое.

## Образ жизни
Встречается в различных влажных биотопах, преимущественно в лесах и зарослях. Ведёт преимущественно древесный образ жизни, но часто спускается на землю. Способна прыгать с ветки на ветку. Активна ночью. Питается мелкими беспозвоночными.

## Размножение
Самки откладывают от 400 до 2000 икринок, прикрепляя их к водным растениям. Личинки появляются через 1 неделю. Метаморфоз длится 2—4 месяца.

## Распространение
Вид распространён практически по всей Северной Америке от Канады до юга США.

## Галерея

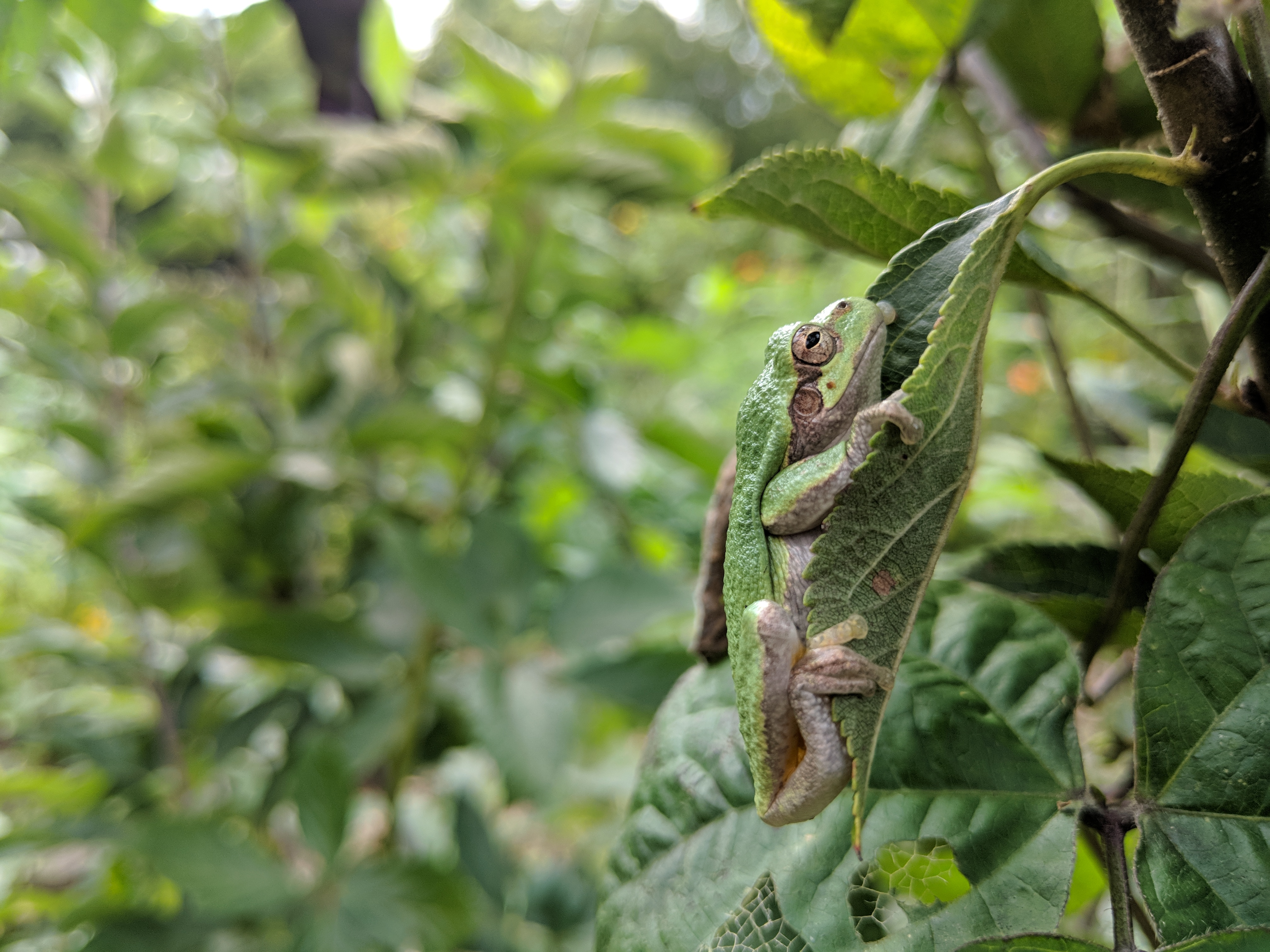
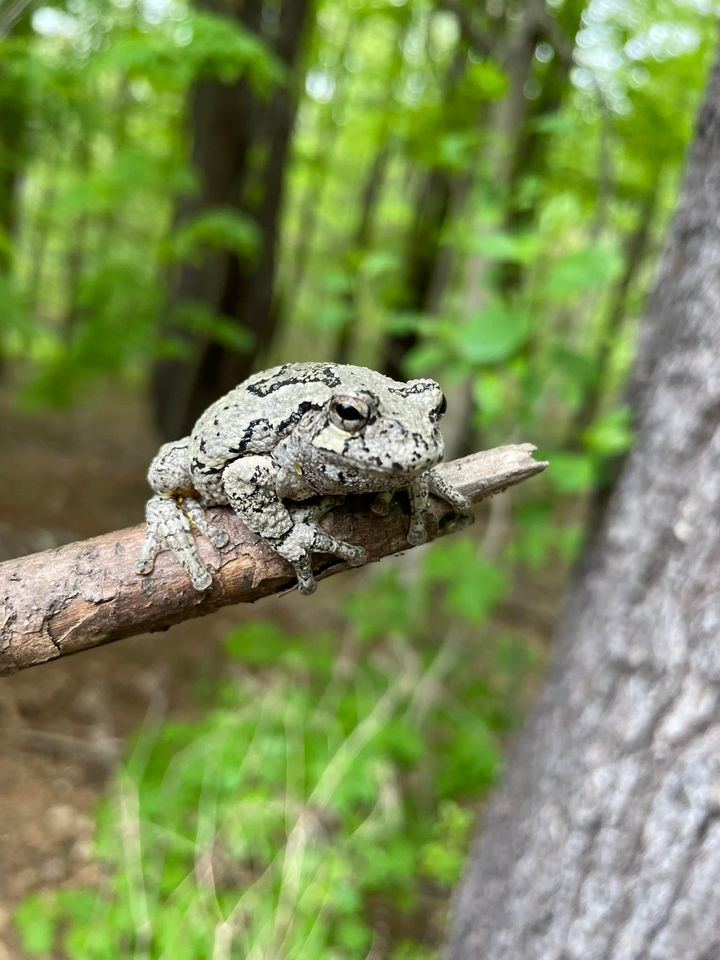
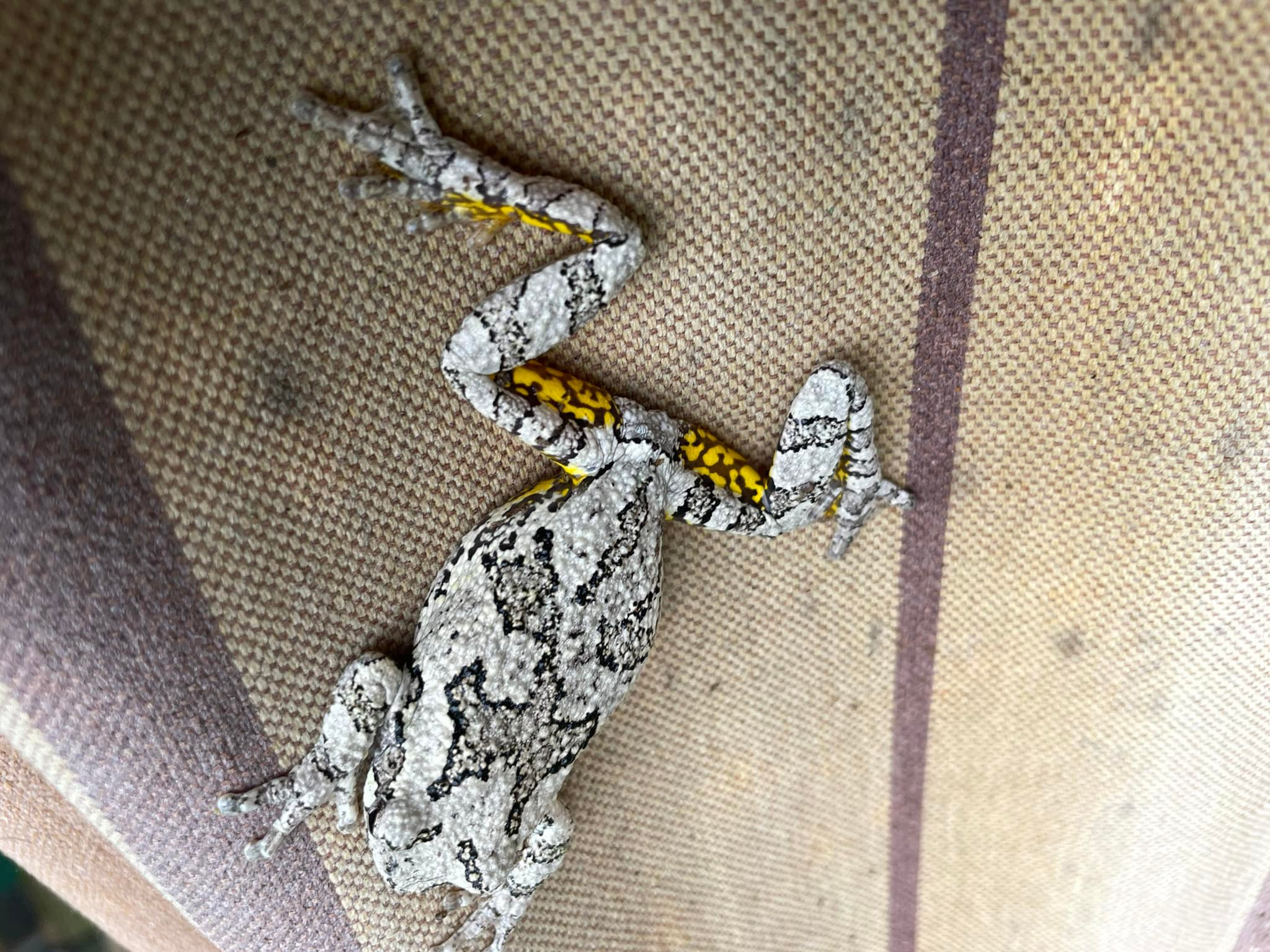
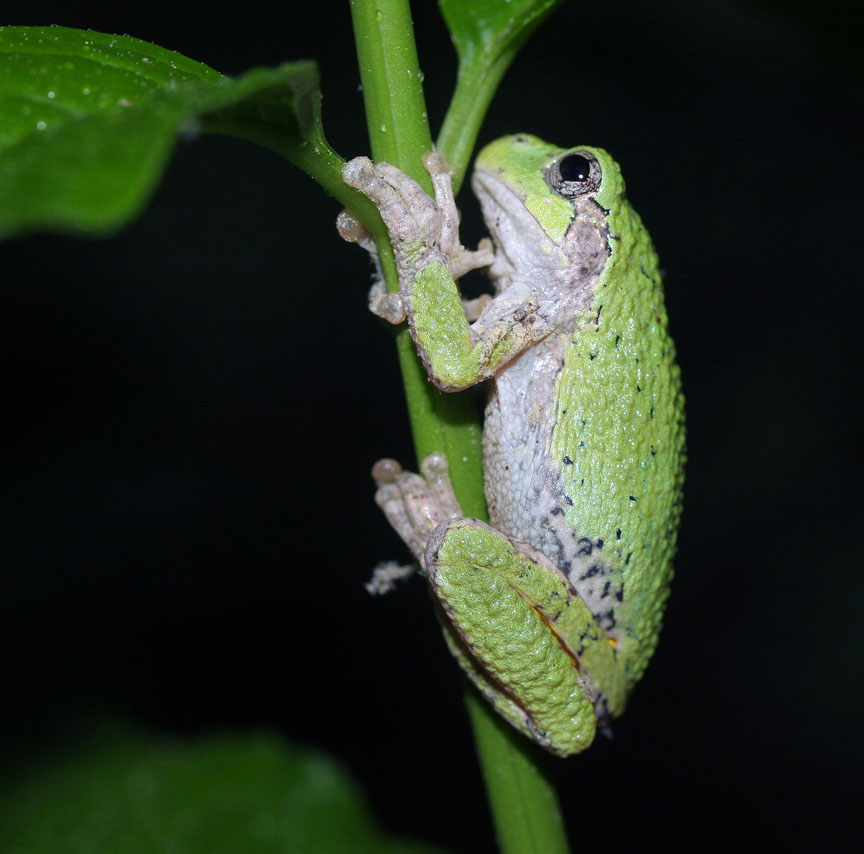